# Rheumaptera andalusica
Rheumaptera andalusica är en fjärilsart som beskrevs av Ribbe 1912. Rheumaptera andalusica ingår i släktet Rheumaptera och familjen mätare. Inga underarter finns listade.